# Dampierre-sur-Boutonne

Dampierre-sur-Boutonne este o comună în departamentul Charente-Maritime, Franța. În 1 ianuarie 2022 avea o populație de 271 de locuitori.